# SN 2010bo
SN 2010bo – supernowa typu II odkryta 10 kwietnia 2010 roku w galaktyce A155622-3132. W momencie odkrycia miała maksymalną jasność 15,80m.